# Idiocerus provancheri
Idiocerus provancheri är en insektsart som beskrevs av Van Duzee 1890. Idiocerus provancheri ingår i släktet Idiocerus och familjen dvärgstritar. Inga underarter finns listade i Catalogue of Life.